# Weinbergsböden

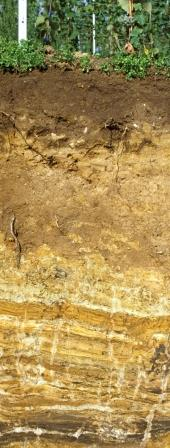
Weinbergsboden aus Mergel des Tertiär, St. Martin (Pfalz), Deutschland

Weinbergsböden sind Böden aus geologisch unterschiedlich geprägten Bodensubstraten unter weinbaulicher Nutzung, die in der Regel einen durch wiederholten Tiefenumbruch entstandenen Mischhorizont aufweisen. Das Bodenprofil wurde dabei stark umgestaltet und die ursprüngliche Horizontabfolge ging weitgehend verloren. Die Weinbergsböden sind somit Zeugnisse einer speziellen Bewirtschaftung.
Am Weltbodentag 2013 wurde dieser Bodentyp vom Kuratorium Boden des Jahres als Boden des Jahres 2014 ausgerufen.

## Bodensystematik
Bodenkundlich wird der Weinbergsboden als Rigosol (Rigolen; vom frz. rigole, d. h. Rinne) bezeichnet. Er ist gekennzeichnet durch einen anthropogenen, mineralischen Mischhorizont (Rigolhorizont). In der deutschen Bodensystematik wird der Rigosol in die Klasse Y (anthropogene Böden) eingeordnet. Seine Abkürzung lautet YY. Nicht bei allen Böden auf Weinbergen handelt es sich um Rigosole im Sinne der Bodenklassifikation. Zwar wurde der überwiegende Teil, jedoch nicht alle Flächen rigolt.

## Entstehung

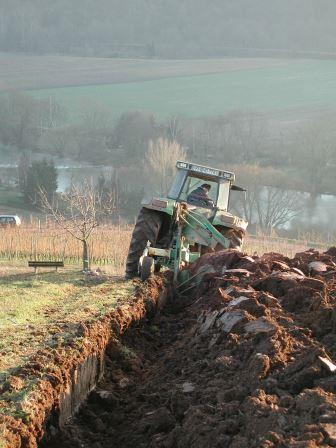
Vorbereitung einer Neuanpflanzung durch Tiefpflügen, ein Rigolpflug bearbeitet den Boden

Weinbergsböden sind mit der speziellen Nutzung durch den Menschen entstanden, die in vielen Anbauregionen bis in römische Zeiten zurückreicht. Durch intensives Tiefpflügen (Tiefenumbruch) vor jeder Neuanlage von Weinbergen wurden die Böden bis 1 m tief umgegraben und gelockert. Das Rigolen erfolgte früher per Hand (Grabenrigolen), heute maschinell im Abstand mehrerer Jahrzehnte vor jeder Neubestockung. Ziel des Rigolens ist die Schaffung eines tiefgründig humosen und durchwurzelbaren Bodens, der die Wasser‐ und Nährstoffversorgung der Weinreben gewährleistet. Grobe Steine werden ausgelesen und zu dichter Boden wird gelockert. Vielfach wurden bzw. werden mit dem Rigolen organischer Dünger, v. a. Mist, und mineralische Substrate in die Böden eingebracht.
Das Rigolen verändert den natürlichen Aufbau des Bodens. Die ursprüngliche Schichtung ist meist nicht mehr erkennbar. Erst unterhalb des Rigolhorizontes folgt der noch unveränderte Boden oder aber das unverwitterte Ausgangsgestein.
In Hanglagen wurden auf dem Fels aufsitzende Trockenmauern angelegt, um dem Boden Halt zu geben, der hinter den Mauern aufgefüllt wurde. Die so entstanden Terrassen sind häufig die einzige Möglichkeit, die oft mehr als 35° (70 %) geneigten, felsigen Hänge der Steillagen zu bewirtschaften. Die steilsten Weinlagen sind mit 75° Gefälle der Engelsfelsen im Badischen Bühlertal und der Calmont an der Mosel mit bis zu 68° Hangneigung.

## Vorkommen
Weinbergsböden bedecken in Deutschland eine Fläche von 102.000 ha bzw. 0,5 % der landwirtschaftlichen Anbaufläche. Sie kommen in 13 Weinbaugebieten und 9 Bundesländern regional und meist in klimatischen Gunsträumen verbreitet vor. Aus der Unterschiedlichkeit der Natur- und Kulturlandschaften und ihrer reichhaltigen geologischen Ausstattung resultiert eine große Vielfalt an Weinbergsböden.

## Nutzung

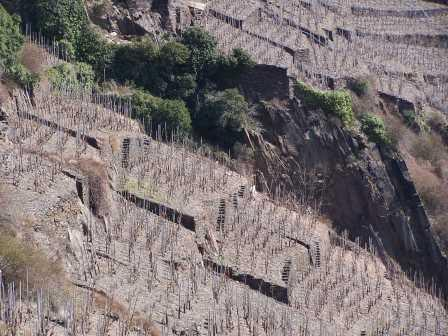
Steillagenweinbau – Terrassenweinberge an der Ahr.

Der Wein als Sonder‐ und Dauerkultur stellt besondere Ansprüche an die Nutzung bezüglich Bodenbearbeitung, Düngung und Pflanzenschutz. Darüber hinaus wurde das Landschaftsbild der Weinkulturlandschaft durch die Weinbergsterrassen mit ihren Trockenmauern nachhaltig geprägt. Die Weinbergsböden der Steillagen verbinden eine vielfältige natürliche Ausstattung mit einer enormen Kulturleistung bei der Anlage und Pflege der Rebflächen. Auch sie sind wesentlicher Bestandteil der Kulturlandschaft.

## Funktionen
Aufgrund ihrer typischen Lage an Talhängen und in Tälern und Auen der Flüsse spielen die Weinbergsböden eine besondere Rolle beim Rückhalt von Wasser zur Vermeidung von Hochwasser und von Nähr‐ und Schadstoffeinträgen in Oberflächengewässer und das Grundwasser. Die Böden historischer Weinbergslagen sind als Archiv der Kulturgeschichte besonders schützenswert. Gleiches gilt für das Landschaftsbild terrassierter Rebflächen.

## Gefährdung

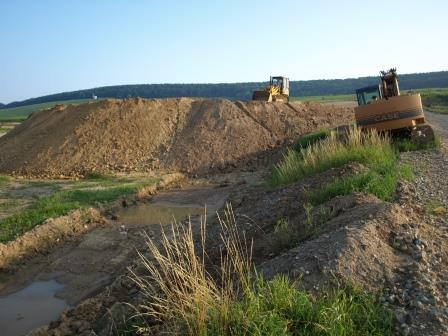
Veränderung von Weinbergsböden durch Bodenaufschüttung und anschließende Geländemodellierung im Rahmen einer Flurbereinigung im Rheingau.

In Deutschland sind die Rebflächen in den letzten Jahrzehnten stark zurückgegangen. Insbesondere Steillagen werden aufgelassen und verbuschen, Terrassen und Mauern verfallen. Massive Eingriffe in die Landschaft, wie z. B. die Flurbereinigung, haben nicht selten zur großflächigen Umgestaltung der Weinbauflächen und ihrer Böden geführt. Flurbereinigung und Standortmelioration gehen zum Teil mit massiven Erdbauarbeiten im Landschaftsmaßstab einher; alte Bodendecken und historische Terrassenanlagen werden dabei zerstört. Auch die tiefe Bodenbearbeitung durch das Rigolen führt zu einer stetigen Umwandlung der Böden. Gleiches gilt für den Bodenauftrag, der mitunter bei der Neuanlage von Rebflächen erfolgt. Vor allem Steillagen sind durch Bodenerosion gefährdet. Pflanzenschutz und Düngung im Weinbau sind intensiv und führen zu erheblichen Stoffbelastungen der Böden.

## Weinbergsböden und Wein
Weinbergsböden sind die stabile Grundlage des Terroir. Unter dem Begriff Terroir werden neben der Arbeit des Winzers die natürlichen Faktoren Gestein, Boden, Klima und Topographie zusammengefasst, die einen Weinberg kennzeichnen und Einfluss auf die Qualität und den Geschmack des Weines nehmen. Der Boden bietet der Rebe Halt, Nährstoffe und Wasser. Die Mächtigkeit und der Aufbau des durch die Rebwurzeln genutzten Bodenraums, sein Wasser- und Lufthaushalt sowie sein natürliches Nährstoffangebot sind die wichtigsten Bodeneigenschaften. Sie hängen ab vom Gestein, vom Relief, von der Dauer der Bodenentwicklung, den jeweiligen klimatischen Bedingungen und der Bearbeitung durch den Menschen. Die vielfältigen Eigenschaften der Weinbergsböden prägen nicht allein das Wachstum der Reben, sondern auch den Charakter der Trauben.